# Приёр, Клод-Антуан
Клод-Антуан Приёр-Дювернуа́ (фр. Claude-Antoine Prieur-Duvernois; 22 декабря 1763 (в ряде источников — 22 сентября 1763 года), Осон, Кот-д’Ор — 11 августа 1832, Дижон, Кот-д’Ор) — политический и государственный деятель периода Великой французской революции.
Также именовался как Приёр из Кот-д’Ор (фр. Prieur de la Cote-d'Or), в отличие от однофамильца в конвенте, прозванного Приёр из Марны.
До революции — военный инженер (выпускник Мезьерской школы, где также учился Лазар Карно, а преподавал Гаспар Монж), опубликовал ряд научных трудов.

## Политическая деятельность
В 1791 году избран в Законодательное собрание, где не был публичным политиком, мало выступал на трибуне, зато много работал в комитетах собрания.
В 1792 году выбран от департамента Кот-д’Ор в Национальный Конвент, где примкнул к монтаньярам. Голосовал за смерть короля Людовика XVI без отсрочки и апелляции к народу. Декретом Конвента от 30 апреля 1793 г. был вместе с депутатами Лекуантром, Приером из Марны и Жильбером Роммом отправлен в миссию на Шербургское побережье для технической инспекции морских портов. Оказался в июне 1793 года в Кане во время восстания федералистов и вместе с Роммом был арестован жирондистами. После подавления восстания освобождён (июль 1793 г.).
14 августа 1793 года стал членом Комитета общественного спасения, так называемого Комитета Робеспьера или «Великого» Комитета, ответственного за революционный террор 1793—1794 годов.
В качестве члена Комитета Приер в основном занимался вопросами военного снабжения и вооружения. Много сделал для обеспечения революционной армии порохом. Именно по его докладу 4 декабря 1793 года Конвент принял декрет о «революционных методах» добычи и производства селитры, согласно которому всем гражданам республики предлагалось «промывать землю из своих погребов, конюшен, овчарен и коровников, амбаров, а также разрушенных строений». Источники и отчёты говорят об энтузиазме населения и местных властей по исполнению декрета. Для руководства работами были мобилизованы химики и фармацевты, реквизировались котлы и другое оборудование для выпаривания селитры, многие церкви были превращены в селитряницы. В результате за год после издания декрета было добыто 16,7 млн. фунтов селитры и произведено 6 млн. фунтов пороха.
В октябре 1793 года Приер посылался со специальной миссией «для выполнения мер общественного спасения» в Западную армию (подавлявшую вандейское восстание), а в декабре 1793 года — в департаменты Нор и Па-де-Кале. В период с 20 мая по 4 июня 1794 года Приер занимал пост председателя Конвента.
Занимаясь в основном техническими вопросами, Приер, тем не менее, участвовал и в ряде террористических мероприятий революционного правительства. Так, он вместе с другими членами Комитета общественного спасения подписал 30 марта 1794 года (10 жерминаля II года) приказ об аресте Дантона и его соратников — Камилла Демулена, Делакруа и Филиппо (данный приказ отказался подписать только один член Комитета — Робер Ленде).
После Термидорианского переворота Приер был исключён из Комитета — 6 октября 1794 года. Его подозревали в сочувствии к монтаньярам и в антипатии к новому режиму. После прериальского восстания он был арестован (21 мая 1795 года), но вскоре освобождён.
В 1797—1798 годах Приер был членом Совета пятисот (до марта 1798 года).

## Научная деятельность
Кроме политической, Приер в годы Революции отдал много сил и научно-организационной деятельности.
Так во многом благодаря его усилиям и энергии была введена метрическая система измерений. Он лично готовил по данной проблеме постановления Комитета общественного спасения, которые затем принимались Конвентом как декреты. Правда, при этом ряд мер носили на себе отпечаток революционной эпохи. Например, по составленному Приером 23 декабря 1793 года постановлению Комитета, из Временной комиссии мер и весов был исключён ряд учёных, в том числе Лавуазье, Кулон и Лаплас, как люди «не заслуживающие доверия по недостатку республиканской доблести и ненависти к королям». По предложению Приера 7 апреля 1795 года Конвент решил возобновить операции для замены временной единицы измерения постоянной.
Вместе с Лазаром Карно, Гаспаром Монжем и Ламбларди, Приер был одним из инициатором создания Политехнической школы в Париже. Он принимал активное участие в составлении положения о данном учебном заведении, которое было утверждено Конвентом 28 сентября 1794 года. В дальнейшем, в течение 5 лет, с 1794 г. по 1798 г., он защищал данное учреждение от атак политических и научных оппонентов.

## Частная жизнь и смерть
После переворота 18 брюмера VIII года (9 ноября 1799) Приер прекратил политическую деятельность. В Дижоне он открыл красильную фабрику, которая приносила ему неплохой доход. В 1808 году Наполеон предоставил ему титул графа Империи, но поступить на службу императору Приер отказался. Он настолько удалился от политики и был всеми забыт, что даже не был изгнан из Франции в период Реставрации, когда эта участь постигла практически всех оставшихся к тому времени в живых «цареубийц» (депутатов Конвента, голосовавших за смерть короля). За свою жизнь он так и не вступил в брак и скончался в Дижоне на 70 году жизни.